# Ліга Десяти Юрисдикцій
Ліга Десяти Юрисдикцій (нім. Zehngerichtenbund, італ. Lega delle Dieci Giurisdizioni, ромш. Lia da las Diesch Dretgiras) — європейське державне утворення, остання з Трьох Ліг, заснованих у Середні Віки в теперішньому швейцарському кантоні Граубюнден. Ліга була створена в графстві Тоггенбург після того, як династія графів Тоггенбурга згасла. Ліга створювалась для того, щоб протистояти владі Габсбургів, і швидко об'єдналася з Сірою Лігою та Лігою Божого Дому. У 1471 році три ліги об'єдналися, та утворили федеративну Вільну Державу Трьох Ліг, яка існувала до розпаду під час Наполеонівських воєн.

## Історія
Ліга Десяти Юрисдикцій була заснована останньою із Трьох Ліг. 30 квітня 1436 року останній граф Тоггенбурга Фрідріх VII помер без спадкоємців чоловічої статі та без заповіту. Землі Тоггенбургів включали долину Преттігау, верхню долину Альбули (Бельфорт), Курвальден, Шанфігг і Маєнфельд. Що стосується володінь Тоггенбургів, то їхнє майбутнє було дуже непевним. Громади могли б бути розділені між іншими дворянами, або все Графство Тоггенбург було успадковане Габсбургами. Лідери громад обрали третій шлях, досягши згоди з вдовою Фрідріха Елізабет фон Матч. 8 червня 1436 року в Давосі колишні землі Тогенбурга уклали пакт за підтримки Єлизавети. Керівники громад Клостерса, Давоса, Кастелца, Ширса, Санкт-Пітера (частина Шанфігга), Лангвіса, Курвальдена, Бельфорта, Маєнфельда та Маланса (що перебувала під юрисдикцією Ной-Аспермонта) зустрілися та домовились захищати свої права, лише колективно укладати інші пакти та договори, призначати суддів від кожної громади та повторно укладати пакт кожні дванадцять років. Показово, що до створення пакту не було залучено дворян, натомість присягу давали прості люди з громад.
Першим лідером Ліги був Ульріх Білі з Давосу, і всі майбутні засідання Ради відбувалися в Давосі. Ліга швидко пов'язала себе з іншими сусідніми Ліг. Протягом одного року (1437) вісім членів Ліги вже вступили в союз з Лігою Божого Дому. Вся Ліга об'єдналася з Лігою Божого Дому до 1450 року. У 1471 році Десять Юрисдикцій об'єднались з Сірою Лігою, утворивши федеративну державу Три Ліги.
Незабаром після смерті Тоггенбургів Ліга не змогла перешкодити розподілу та передачі прав суду та правосуддя місцевим дворянам. Хоча члени Ліги мали контроль над місцевою адміністрацією та місцевою політикою, вони не мали контролю над вищим правосуддям, податками та зборами.
Більшу частину Ліги було віддано графу фон Монфорту, нижній Преттігау відійшов графу фон Матшу, а Маєнфельд і Маланс — барону фон Брандісу. І граф фон Монфорт, і граф фон Матш продали свої права герцогу Австрії Монфорту в 1470 році і Матшу в 1477 році. Герцог об'єднав дві території (вісім юрисдикцій) в єдине фогтство, яким керував призначений ландфогт, який, як правило, був членом Ліги Десяти Юрисдикцій. Він жив у замку Кастелц поблизу Луцайна.
Ліга Десяти Юрисдикцій була дуже активною у Трьох Лігах після 1471 року. Після 1486 року війська Ліги брали участь у військових діях з рештою Трьох Ліг. У 1524 році Ліга Десяти Юрисдикцій підписала Бундесбріф (федеративну хартію), яка офіційно утворила Три Ліги. Однак деякі права в рамках Десяти Юрисдикцій все ще належали іншим дворянським сім'ям. Наприклад, барон фон Брандіс утримував Маєнфельд, що був членом Ліги. У 1509 році барон фон Брандіс відокремив громаду Маєнфельда від своїх володінь і передав її Трьом Лігам. Маєнфельд став войтством Ліги. Це означало, що Маєнфельд одночасно був членом Ліги десяти юрисдикцій з правом голосу, і одночасно перебував під контролем Трьох Ліг. Маєнфельд опосередковано керував сам собою, як контрольована територія Трьох Ліг.
Права на вищу правосуддя належали герцогам Австрії, поки Ліга не викупила ці права у герцога в 1649—1652 роках. Лише після цієї події вона могла повноцінно стати учасником Трьох Ліг.

## Три Ліги
Приблизно з 1471 року три окремі Ліги були об'єднані разом як Три Ліги. Бундесбріф від 23 вересня 1524 року створив Конституцію для Трьох Ліг, яка зберігалась до анексії Ліги Наполеоном. Однак Ліга не була єдиною державою в сучасному розумінні. Три Ліги працювали разом як федерація трьох держав, і практично всі справи Ліги вирішувались шляхом референдуму. Три Ліги також були унікальними в ранньомодерній Європі практикою тієї чи іншої форми комуналізму, в якій кожна Ліга засновувалась, керувалась та захищалась колективними рішеннями.
Три Ліги, як правило, були союзниками зі Старою Швейцарською Конфедерацією. Спочатку це було відповіддю на експансію Габсбургів. Війна Муссо проти Міланського герцогства 1520 року підштовхнула Лігу до тіснішої співпраці зі Швейцарською Конфедерацією. Вона залишалася в асоціації зі швейцарцями до наполеонівських воєн, і була анексована швейцарською Гельветійською республікою, заснованою в 1798 році. Після Наполеонівського Акту про посередництво в 1803 році Три Ліги стали кантоном Граубюнден.